# Нюберг, Генрик Самуэль
Хенрик Самуэль Нюберг (28 декабря 1889, Сёдерберке — 9 февраля 1974[…], Уппсала, Уппсала) был шведским ученым широкого круга интересов и известным экспертом в области иранистики и арабских исследований.

## Жизнь
Нюберг родился в Седерберке в Южной Далекарлии (Швеция) 28 декабря 1889 года. Когда ему было 19 лет, он переехал в Уппсалу, чтобы пройти университетские курсы. Там он изучал классические языки, санскрит и семитские идиомы. Нюберг также включил среднеперсидский язык в учебную программу Уппсальского университета. Самым важным вкладом Нюберга в изучение иранских религий является его книга «Irans forntida religioner» (1937). В целом Нюберг был ученым с чрезвычайно широкими интересами, компетентным в ряде различных областей, как в семитских, так и в иранских исследованиях. Он преподавал в школе Фьелльштедта и Уппсальском университете. Он был членом Шведской королевской академии наук с 1943 года и Шведской академии с 1948 года.
У Нюберга было много выдающихся студентов-иранистов, среди них Гео Виденгрен, Стиг Викандер, Свен С. Хартман и Бо Утас. Его дочерьми были знаток исландского языка и переводчик Ингегерд Фрис и журналистка, автор-путешественник и востоковед Сигрид Кале. Кале вышла замуж за Джона Кале, западногерманского дипломата и сына Пауля Кале, а Фрис вышла замуж за Сигурда Фриса, правнука известного шведского миколога Элиаса Фриса.